# Патры (дим)
Па́тры (греч. Δήμος Πατρέων) — община (дим) в Греции в северной части полуострова Пелопоннеса. Входит в периферийную единицу Ахею в периферии Западной Греции. Население 213 984 жителя по переписи 2011 года. Площадь 334,858 квадратного километра. Плотность 639,03 человека на квадратный километр. Административный центр — Патры. Димархом на местных выборах 2014 года избран Костас Пелетидис (Κώστας Πελετίδης).
В 2011 году по программе «Калликратис» к общине Патры присоединены упразднённые общины Врахнеика, Месатис, Паралия и Рион.

## Административное деление

Административное деление общины:
1 — Патры
2 — снизу вверх: Врахнеика, Паралия, Месатис, Рион

Община (дим) Патры делится на пять общинных единиц.